# Resolució 1588 del Consell de Seguretat de les Nacions Unides
La Resolució 1588 del Consell de Seguretat de les Nacions Unides fou adoptada per unanimitat el 17 de març de 2005. Després de recordar les resolucions 1547 (2004), 1556 (2004), 1574 (2004) i 1585 (2005) sobre la situació al Sudan, el Consell va prorrogar el mandat de la Missió Avançada de les Nacions Unides al Sudan (UNAMIS) per un període d'una setmana.
El mandat del mandat es va ampliar fins al 24 de març de 2005, per permetre que el Consell de Seguretat continués les discussions sobre el tema. Va ser dissenyat per preparar l'establiment d'una operació de manteniment de la pau a la regió. Al cap d'una setmana, s'establirà la Missió de les Nacions Unides al Sudan.